# Nhà thờ Kính viếng Đức Trinh Nữ Maria ở Závod
Nhà thờ Kính viếng Đức Trinh Nữ Maria ở Závod (tiếng Slovakia: Kostol Navštívenia Panny Márie v Závod) là một nhà thờ Công giáo La Mã tọa lạc trong một nghĩa trang ở phía bắc của làng Závod, vùng Bratislava, Slovakia. Nhà thờ này thuộc giáo xứ Závod. Vào ngày 14 tháng 9 năm 1963, nhà thờ được ghi danh vào Danh sách Di tích Trung ương theo quyết định của Bộ Văn hóa Cộng hòa Slovakia.

## Lịch sử
Nhà thờ này được xây dựng vào năm 1339. Trong cuộc nổi dậy của Bokaj, nhà thờ bị phá hủy. Công cuộc tái thiết nhà thờ hoàn thành vào năm 1622. Ban đầu, nhà thờ được xây để tôn kính Thánh Tổng lãnh thiên thần Micae. Do tình trạng đổ nát, nhà thờ được xây dựng lại vào năm 1777. Năm 1897, một nhà thờ mới lớn hơn được xây dựng theo phong cách kiến trúc Gothic và cũng được xây để tôn kính Thánh Tổng lãnh thiên thần Micae. Vì vậy, nhà thờ cũ được dành để tôn kính Đức Trinh Nữ Maria.
Trong Chiến tranh thế giới thứ hai, những người lính đã thiết lập một đài quan sát trên tháp chuông của nhà thờ, điều này khiến nhà thờ trở thành mục tiêu tấn công và bị hư hại. Ngay sau khi chiến tranh kết thúc, nhà thờ này được sửa chữa sơ bộ, và sau đó được đại trùng tu lần lượt vào các năm 1949, 1992 và 1997.